# Rosario Villari
Pour les articles homonymes, voir Villari.
Rosario Villari, né à Bagnara Calabra le 12 juillet 1925 et mort à Cetona le 18 octobre 2017, est un historien et homme politique italien, ancien parlementaire affilié au Parti Communiste Italien.

## Biographie
Rosario Villari commence ses études universitaires à Florence et les termine à  Messine, étudiant de Galvano Della Volpe (it). Il a une longue activité de presse sur les pages d' Il Politecnico, Il Ponte, Movimento lavoratorio, Quaderni di cultura et storia sociale. Rédacteur en chef de Cronache meridionali de 1956 à 1960, il soutient la récupération des thèmes méridionaux de la revue en publiant des textes allant de ceux de l' abbé Galiani (XVIIIe siècle) aux  Libéraux napolitains de 1848. Ainsi il publie les premiers essais sur l' Histoire du Royaume de Naples au XVIIIe siècle, recueillis en partie dans Mezzogiorno e contadini nell'età moderna (1961). La même année il publie une anthologie de la question méridionale Il sud nella storia d'Italia. Suivi de La rivolta antispagnola a Napoli et, à la fin des années 1970, Mezzogiorno e democrazia'. Parmi les autres titres figure un manuel pour les lycées.
Il a été professeur invité au St Antony's College de l'Université d'Oxford et à l'Institute for Advanced Study de Princeton.
En 1990, il a été élu membre de l'Académie des Lyncéens. Depuis cette même année, il préside pendant cinq ans le jury du Prix Viareggio, fonction qu'il a abandonnée en 1995. En 1996, il est nommé président du Conseil central des études historiques.
Rosario Villari meurt le 18 octobre 2017 dans sa maison de Cetona (Sienne).

## Activité politique
L'engagement politique de Rosario Villari a commencé avec le militantisme antifasciste et sa participation à l'organisation des mouvements paysans pour la réforme agraire en Calabre. Il a été membre du Comité central du PCI, au sein duquel il a défendu une ligne démocratique, réformiste et une politique d'autonomie par rapport à l'hégémonie soviétique.
Il a été élu député à la VIIe législature de la République italienne (1976 - 1979). Il a également participé au débat culturel et historiographique en publiant des essais et des articles et en intervenant dans des émissions radiophoniques et télévisées.

## Publications
- Mezzogiorno e contadini nell'età moderna, Rome - Bari, Laterza, 1961.
- Il sud nella storia d'Italia, (anthologie historique sur la « question méridionale »), Rom - Bari, Laterza, 1961.
- Conservatori e democratici nell'Italia liberale, Rome - Bari, Laterza, 1964
- La rivolta antispagnola a Napoli, Rome - Bari, Laterza, 1967.
- Storia Medievale, Rome - Bari, Laterza, 1970.
- Storia Moderna, Rome - Bari, Laterza, 1970.
- Storia Contemporanea, Rome - Bari, Laterza, 1970.
- Storia dell'Europa Contemporanea, Rome - Bari, Laterza, 1971.
- Mezzogiorno e democrazia, Rome - Bari, Laterza, 1979.
- Ribelli e riformatori dal XVI al XVIII secolo, Rome, Editori Riuniti, 1979.
- Elogio della dissimulazione, Rome - Bari, Laterza, 1987.
- L'uomo barocco, Rome - Bari, Laterza, 1991.
- Come è nata l'Italia. Il Risorgimento, appendice du quotidien La Repubblica, entrevue en 12 séances (24 septembre - 10 décembre 1991).
- Per il re o per la patria, Rome - Bari, Laterza, 1994.
- Scrittori politici dell'Età Barocca, Rome, Poligrafico dello Stato, 1998.
- Mille anni di storia, Dalla città medievale all'unità dell'Europa, Rome - Bari, Laterza, 2000.
- Politica barocca. Inquietudini, mutamento e prudenza, Rome - Bari, Laterza, 2010.
- Un sogno di libertà. Napoli nel declino di un impero (1585-1648), Milan, Mondadori, 2012.

## Source de traduction
- (it) Cet article est partiellement ou en totalité issu de l’article de Wikipédia en italien intitulé « Rosario Villari » (voir la liste des auteurs).